# Moira Dunbar

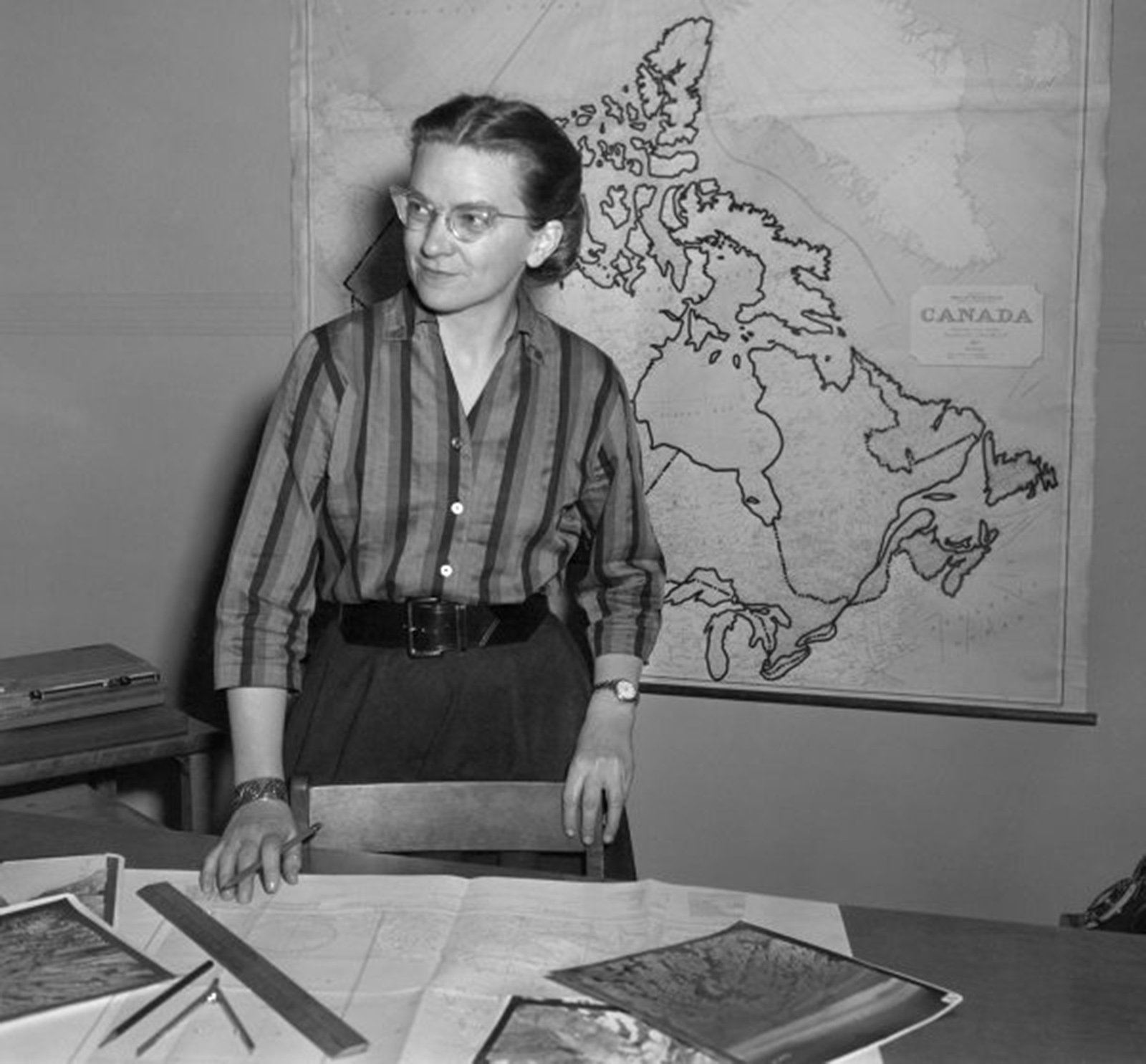
Moira Dunbar

Isobel Moira Dunbar (Edinburgh, 3 februari 1918 — Nepean, Ottawa, 22 november 1999) was een Schots-Canadees glacioloog en Arctisch zee-ijsonderzoeker.

## Jeugd
Moira Dunbar was de dochter van William John Dunbar. Haar vader was sheriff en advocaat van de Scottish Bar. Zij groeide op in Steòrnabhagh, Strathpeffer en Kilmarnock. Dunbar volgde het basis- en middelbaar onderwijs aan de Cranley School for Girls in Edinburgh. Vervolgens ging zij studeren aan St. Anne’s College van de Universiteit van Oxford. In 1939 behaalde Dunbar daar haar BA in geografie.
Tijdens haar studie was Moira Dunbar tevens amateur acteur bij het toneelgezelschap Oxford University Drama Society. Na haar afstuderen werd zij professioneel acteur bij het English Theatre, waarmee ze tijdens de Tweede Wereldoorlog voor Britse militairen optrad.

## Loopbaan

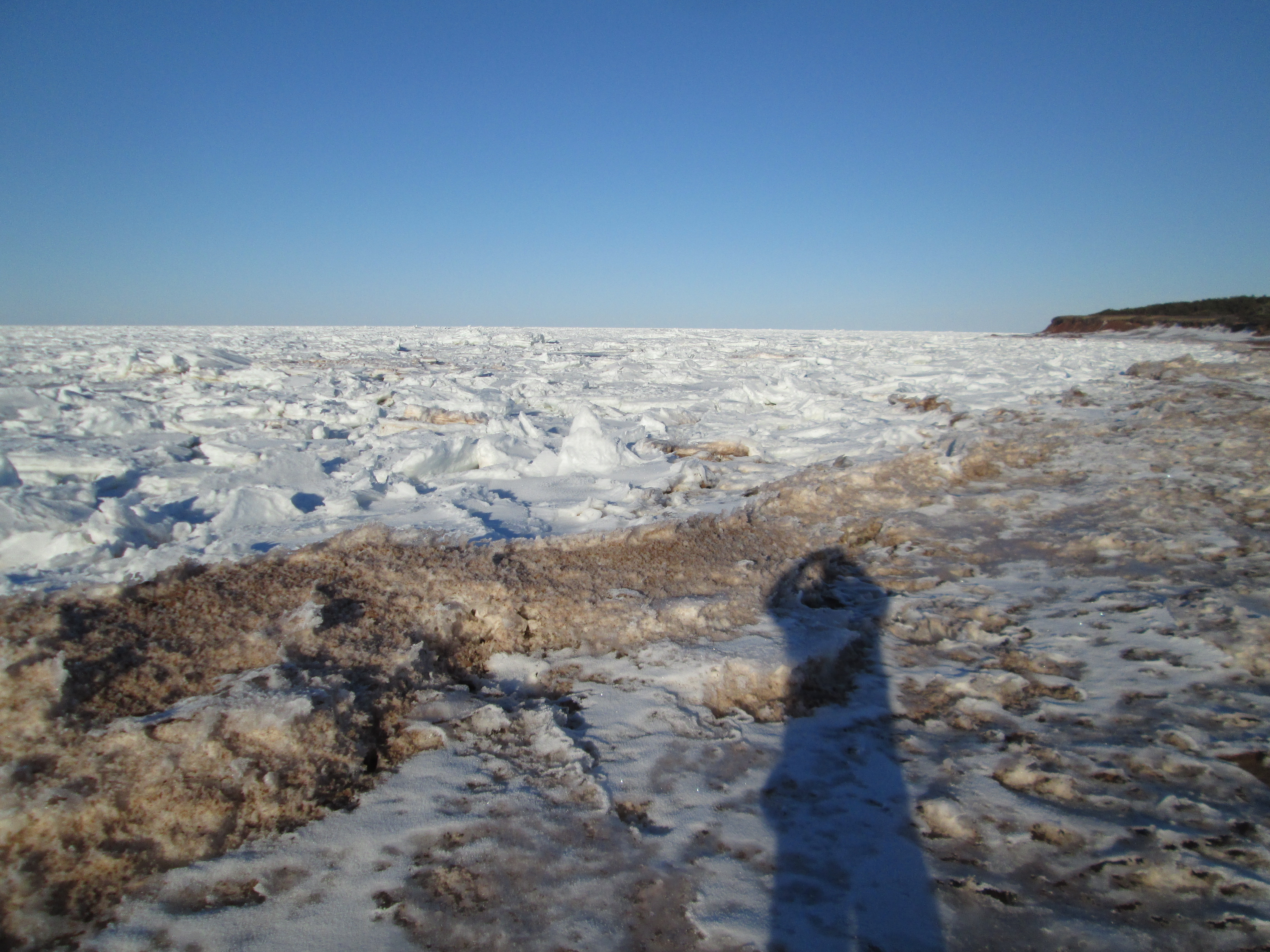
Zee-ijs op Saint Lawrencebaai

In 1947 emigreerde Dunbar naar Canada en kreeg een baan bij het Joint Intelligence Bureau of Canada. Haar taak — ten tijde van de Koude Oorlog — was informatie verzamelen over de beweging van Arctisch ijs. Binnen twee jaar had zij 85 % van het Canadese ijs boven de 75e breedtegraad NB in kaart gebracht, zo’n 1 315 000 vierkante mijl (≈3,4 miljoen km2). Mede op basis van deze materie ontving ze in 1948 haar MA in geografie.
Dunbar ging in 1952 voor de Defence Research Board werken, hetgeen destijds binnen de krijgsmacht voor ophef zorgde, daar vrouwen er tot dan toe niet in deze rol hadden geacteerd. Dit pionierswerk hield onder meer in dat zij meevloog in vliegtuigen van de luchtmacht en de marine, en meevoer op ijsbrekers. Ze werd uiteindelijk geaccepteerd en ontwikkelde zich tot een expert op het gebied van zee-ijs en navigatie in Arctisch water.
Daarnaast was zij een vernieuwer; zo introduceerde Dunbar nieuwe technieken in dit werkveld. Met Keith Greenaway verbeterde ze het gebruik van luchtfotografie in casu (1956) en later paste ze radar toe. Eind jaren vijftig nam zij zelfs de moeite Russisch te leren om belangwekkende artikelen van sovjet wetenschappers te kunnen vertalen. In de periode 1966–1969 adviseerde Dunbar bij experimenten van de Canadian Defence Research Board met hovercrafts in Arctisch gebied. In de loop der jaren droeg ze bij aan de zee-ijsterminologie. Verder gold zij als specialist voor winternavigatie in de Saint Lawrencebaai.
Relativerend bracht Dunbar de zaken terug tot hun proporties, door er op te wijzen dat de Inuit degenen zijn die al eeuwen bekend zijn met ijs, hun leefomgeving.
Na haar pensionering in 1978 had Dunbar een hobby-boerderij; bovendien deed ze vrijwilligerswerk als lokaal historicus.

## Publicaties
Naast tal van (wetenschappelijke) artikelen publiceerde Moira Dunbar vijf boeken.
- High Latitude Navigational Flights (1951);
- Ice Islands: Evidence from North Greenland (1953);
- Arctic Canada from the Air (1956), samen met Keith Greenaway;
- The Royal Arctic Theatre (1958);
- Thrust Structures in Young Sea Ice (1960).

## Eerbetoon
- Meteorological Service of Canada Centennial Award (1971);
- Massey Medal (1972) van het Royal Canadian Geographical Society;
- Fellow of the Royal Society of Canada (1973);
- Officier in de Orde van Canada (1977).[7]

- Gemeinsame Normdatei: 1350491020
- International Standard Name Identifier: 0000 0000 4456 5151
- Library of Congress Control Number: no2007006540
- Système universitaire de documentation: 197841678
- Virtual International Authority File: 63777898
- WorldCat: E39PBJmdxkFt7hQWfdjpqH3YT3